# Staten Island Ferry
Lo Staten Island Ferry, ovvero il Traghetto per Staten Island (da e verso la città di New York) è un servizio gratuito in funzione 24/7 per il trasporto di passeggeri (in ferryboat), che attualmente è operato dal New York City Department of Transportation, e che si svolge tra l'isola di Manhattan e Staten Island. Il traghetto parte da Lower Manhattan nel molo South Ferry, vicino a Whitehall Circle, nella punta più meridionale di Manhattan nei pressi di Battery Park. Sull'isola di Staten Island, il ferry approda al St. George Ferry Terminal su Richmond Terrace, vicino al Richmond County Borough Hall e alla corte suprema di Richmond County.
Il viaggio, lungo circa 8,4 km, necessita di 25 minuti per l'andata e altrettanto per il ritorno. Attualmente il traghetto per Staten Island è gratuito, anche se i passeggeri devono sbarcare ad ogni terminale e rientrare attraverso l'edificio del terminale per un viaggio andata/ritorno, in modo da rispettare le regolazioni della Guardia Costiera USA riguardo alla capacità delle navi e la sistemazione di tornelli ottici ad entrambi i terminali. Anche le biciclette possono essere portate sul ponte inferiore del traghetto senza dover pagare alcuna tariffa. Nel passato, i traghetti erano attrezzati per il trasporto di veicoli, al costo di 3 dollari per automobile, ma i veicoli non sono stati più ammessi a bordo del traghetto in seguito agli attentati dell'11 settembre 2001.

## Collegamenti
A Staten Island esiste un parcheggio per pendolari (commuter parking) al St George Ferry terminal, che è anche il capolinea della Staten Island Railway. Sul lato di Manhattan il terminale ha un facile accesso alle linee di bus della MTA, ai NYCT Bus (M1, M6, M9, M15, X90) e per la Metropolitana di New York, linee 1, N, R, W che si trovano nella stazione South Ferry – Whitehall Street e alle linee 4, 5 della stazione Bowling Green a cui è connessa con un sottopassaggio.

## Servizio gratuito, aperto 24/24 ore, 7/7 giorni
Per la maggior parte del XX secolo, il ferry era famoso come la più conveniente offerta dell'intera New York City. La tariffa era di cinque centesimi, quello che una volta costava il New York Subway ma il biglietto del ferry rimase pari ad una moneta di un nickel, quando la tariffa della metropolitana aumentò a 10 cent nel 1948. Nel 1970 il sindaco di N.Y.C. dell'epoca John Lindsay propose l'aumento della tariffa a 25 cent, indicando che le spese sostenute per ogni passeggero trasportato erano di 50 cent, l'equivalente di dieci volte la tariffa applicata. Il 4 agosto del 1975, la "nickel fare" venne abolita e si cominciò a riscuotere 25 cent (un quarter dollar) per il viaggio di andata e ritorno, con la riscossione del quarter soltanto in una direzione. La tariffa di andata/ritorno venne portata a cinquanta cent nel 1990, ma nel 1997 venne abolita.
La navigazione e la vista dal traghetto di Staten Island costituisce una delle attrazioni preferite dai turisti che visitano New York poiché fornisce eccellenti visuali dello skyline di Lower Manhattan e della Statua della Libertà. Il ferry, allo stesso modo del sistema ferroviario metropolitano (Subway), è attivo 24 ore al giorno, 365 giorni l'anno.

## Traghetto per l'isola "degli italiani"

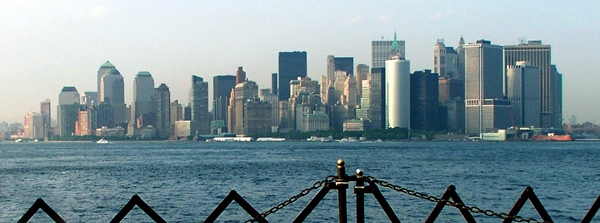
La skyline di Manhattan vista dal ponte di coperta del ferryboat, nel 2003.

Per gli italiani, Staten Island ha di per sé una certa rilevanza, dal momento che costituì uno dei luoghi principali di insediamento degli immigrati italiani tra il 1800 (dopo le Guerre napoleoniche) e la seconda guerra mondiale. Circa il 40%-50% dei cognomi sono italiani, esiste una zona con interessante edilizia a villette di legno di due-tre piani, e tra le curiosità si segnalano la casa abitata prima da Giuseppe Garibaldi e poi da Antonio Meucci, attuale sede del Garibaldi-Meucci Museum.

## Operatività attuale

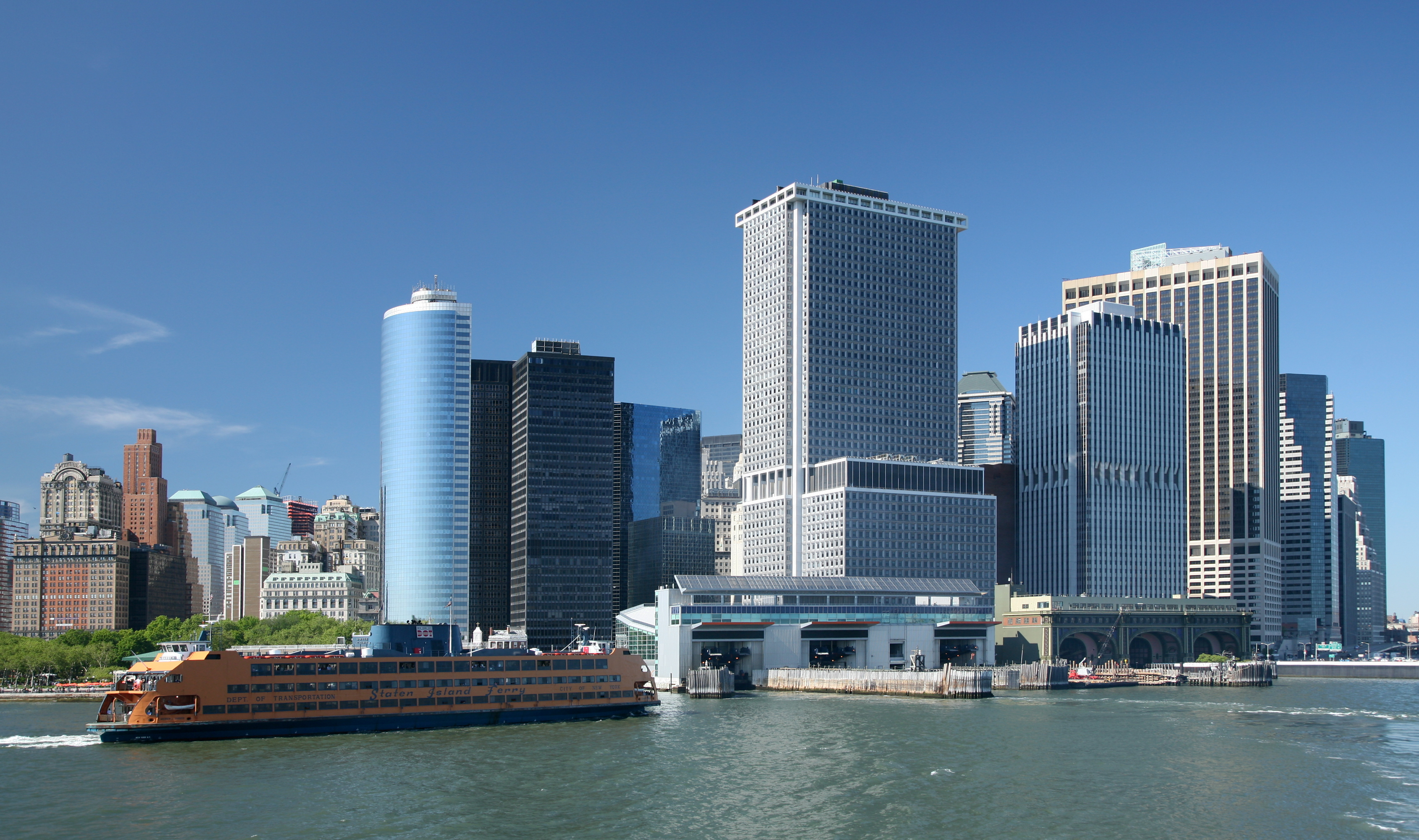
Terminale dello Staten Island Ferry al molo di South Ferry, sito in Lower Manhattan.

Attualmente la linea di traghetti "Staten Island Ferry" trasporta più di 19 milioni di passeggeri/anno su un tragitto di 8,4 km (5,2 miglia) che richiede circa 25 minuti in ogni direzione. Il servizio è fornito 24 ore al giorno, ogni giorno. Ogni giorno circa attorno a cinque navi trasportano una media di 75.000 passeggeri in 104 traversate. Si eseguono più di 33.000 viaggi ogni anno.
Durante le ore di punta, i traghetti partono ad intervalli di 15 o 20 minuti, intervalli che aumentano a 30 minuti a metà giornata e nel pomeriggio. Dal 1º ottobre 2015, dopo la mezzanotte e nelle prime ore del mattino parte un ferry ogni 30 minuti. Nei fine settimana il tragitto avviene ogni 30 minuti. Dal novembre 2006, sono state aggiunte delle partenze addizionali ogni 30 minuti (nelle ore mattutine del weekend) - questo è stato il cambiamento più significativo negli orari dei traghetti (ferry schedule) negli ultimi tre decenni.

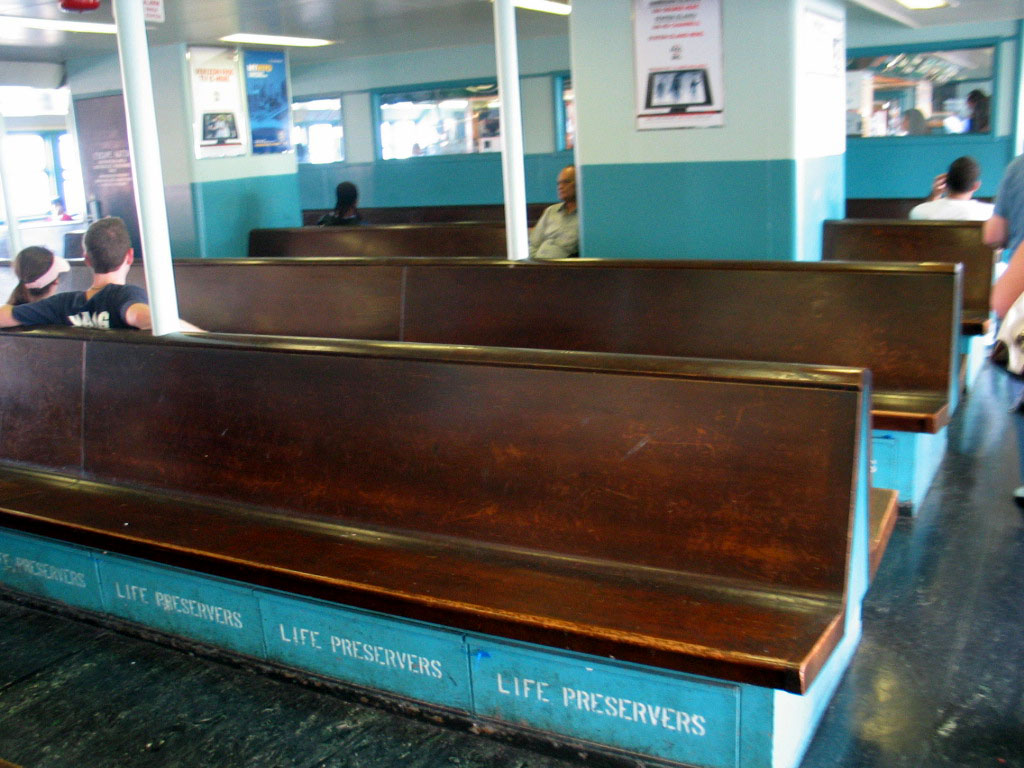
Lo spazio passeggeri di una nave della classe John F. Kennedy in servizio nella linea Staten Island Ferry

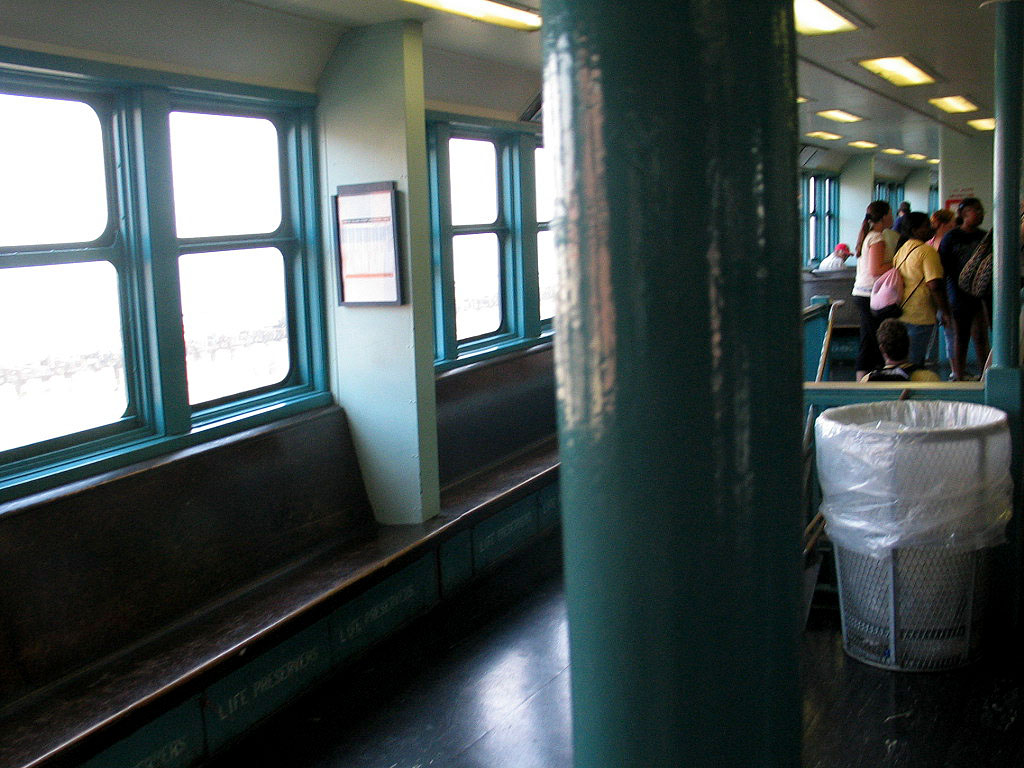
Un altro scatto di una nave della classe John F. Kennedy nella linea Staten Island Ferry

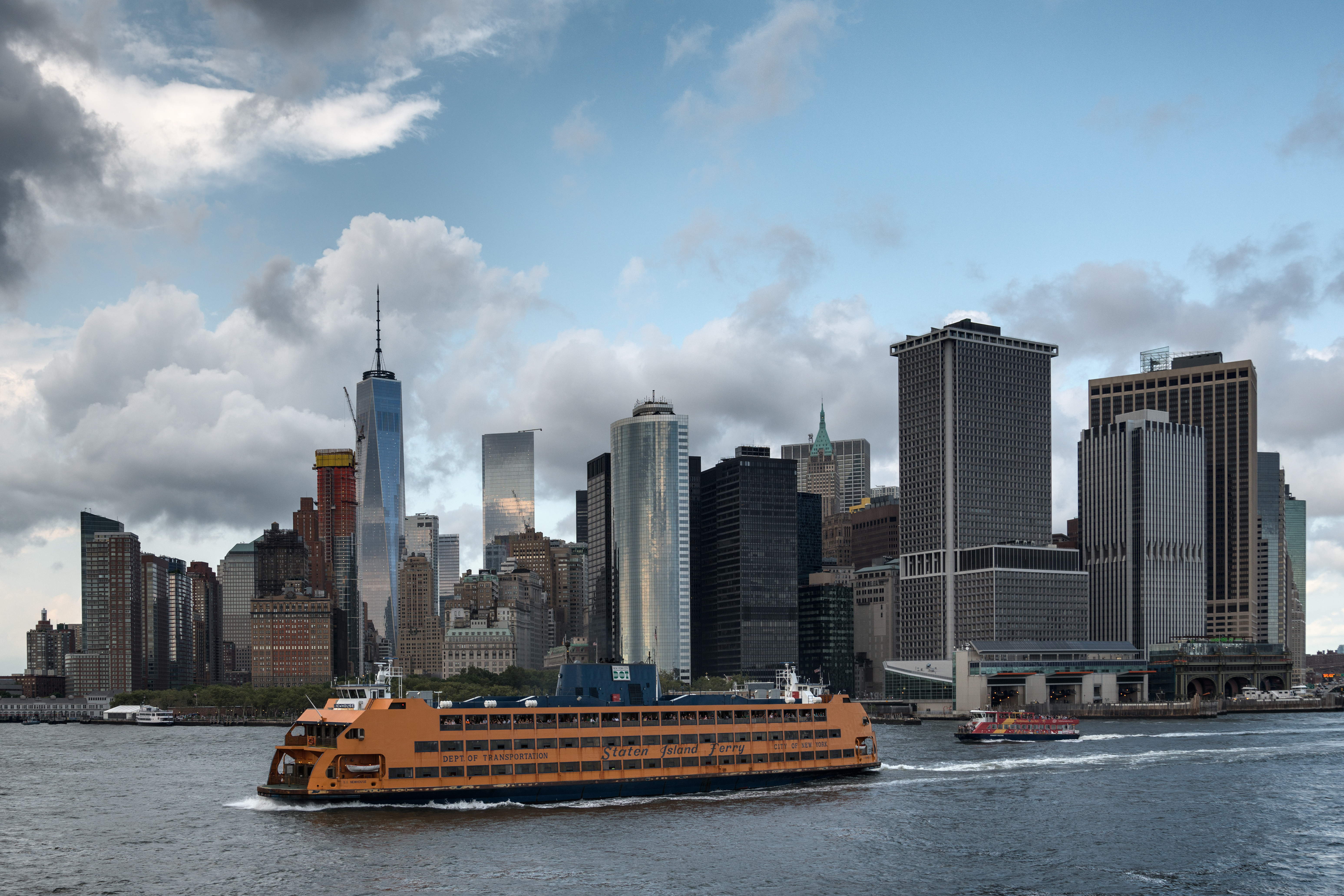
Il Ferry di fronte a Lower Manhattan

### Tipi di Ferryboat nella tratta Manhattan-Staten Island
Esistono 8 ferryboat in 4 classi di navi, attualmente in servizio:

#### Classe Kennedy
Costruita nel 1965, attualmente è formata soltanto dal MV John F. Kennedy (le navi MV American Legion e MV Governor Herbert H. Lehman sono state demolite). La classe Kennedy trasporta 3.500 passeggeri e 40 veicoli, lunga 91 m, larga 21,3 m. con un pescaggio di 4,1 m e peso di 2.109 gross tons. La velocità è di 16 nodi (30 km/h), grazie a motori di 6.500 cavalli (4.8 MW). I traghetti American Legion e Herbert H. Lehman sono stati ritirati dopo 40 anni di servizio dopo l'acquisto dei traghetti della classe Molinari. Il traghetto John F. Kennedy rimane tuttora in servizio.

#### Classe Barberi
Formata dal MV Andrew J. Barberi e dal MV Samuel I. Newhouse, costruiti nel 1981-1982 rispettivamente. Ciascuno porta 6.000 passeggeri, senza auto. Sono lunghi 94 m. larghi 21,3 m. con un pescaggio di 4,1 m., peso di 3.335 gross tons, velocità di crociera di 16 nodi (30 km/h) grazie a motori da 7.000 cavalli (5,2 MW).

#### Classe Austen
Formata dal MV Alice Austen e dal MV John A. Noble (noti anche come i "Mini Barberis") costruiti nel 1986. Ognuno porta 1.280 passeggeri, senza auto. Sono lunghi 63 m, larghi 12,2 m, con un pescaggio di 2,6 m, peso di 499 gross tons, velocità di servizio di 16 nodi (30 km/h) grazie a motori da 3.200 cavalli (2,4 MW).

#### Classe Molinari
Formata dai battelli MV Guy V. Molinari, MV Senator John J. Marchi e dallo MV Spirit of America, portano un massimo di 4.500 passeggeri e fino a 40 veicoli. Costruite dallo Manitowoc Marine Group di Marinette nel Wisconsin, sono stati progettati con un gusto rétro che ricorda aspetto e ambiente de classici ferryboat di New York. Sono entrati in servizio tra il 2004 e il 2006.

## Lo Staten Island Ferry nel cinema e televisione
Il traghetto, una delle icone della città, appare spesso in programmi televisivi ambientati a New York City, come Sex and the City, nei titoli di apertura di Late Night e di Late Show with David Letterman. Il ferry è stato tramandato alla storia nel film Una donna in carriera. Nel 2003, il ferry era il soggetto del documentario Ferry Tales, che seguiva le conversazioni delle donne durante il pendolarismo diurno.
- Mostrato in That Kind of Woman (1959) film con Sophia Loren e Jack Warden che ballano sullo Staten Island Ferry.
- Il film Zombi 2 (1979) si apre con lo Staten Island Ferry che quasi sperona la barca che porta gli zombie a New York.
- Wall Street (1987) film sui raider di borsa, interpretato da Michael Douglas.
- Una donna in carriera (1988) Staten Island viene mostrata molto nel film di Mike Nichols con Melanie Griffith, Harrison Ford, Alec Baldwin e Sigourney Weaver. Le riprese furono fatte a New Brighton e a bordo dello Staten Island Ferry.
- The Secret of My Succe$s (1987) In una scena chiave, Brantley Foster (Michael J. Fox) porta la sua innamorata, Christy Wills (Helen Slater) sullo Staten Island Ferry. Si nota che il ferry prende una rotta improbabile sotto il ponte di Verrazzano.
- Cose della vita (1993), video di Eros Ramazzotti, girato da Spike Lee, lo mostra mentre canta sul ferry.
- Ritorno dal nulla (1995) Leonardo DiCaprio e i suoi amici prendono il traghetto Staten Island Ferry per raggiungere una scuola rivale che hanno sfidato a basket.
- In "Sex and the City" (prima visione: 4 giugno, 2000) "Where there's smoke" Carrie e le ragazze prendono lo Staten Island Ferry per andare a giudicare gli uomini più belli in un concorso per un calendario con fotografie di pompieri (Fireman's Calendar).
- "Stairwell: Trapped In The World Trade Center" (2002), uno dei film sull'undici settembre, il vigile del fuoco indagatore e il suo miglior amico prendono il traghetto da Staten Island a Manhattan, per approssimarsi al World Trade Center in seguito.
- Come farsi lasciare in 10 giorni (film del 2003)
- World Trade Center (2006)
- Il ferry viene mostrato all'inizio di A Walk Around Staten Island con David Hartman e Barry Lewis. Il documentario è stato trasmesso il 3 dicembre 2007 dalla WNET della PBS .
- Nel film del 2007 L'ospite inatteso, Walter, Zainab e Mouna prendono il ferry, si mostra lo spazio vuoto dove una volta si trovavano le Twin Towers, come anche la Statua della Libertà.
- Il film della serie di Batman Il cavaliere oscuro (2008) mostrava repliche del ferry Spirit of America rinominato "Gotham City Ferry".
- In Spider-Man: Homecoming (2017) una grande scena di salvataggio si svolge a bordo del Ferry dove Spider-man insieme a Tony Stark/Iron-man salvano le persone intrappolate all'interno.
- Nel film American Gangster con Denzel Washington